# Sus
Sus je rod sodoprstih kopitarjev iz družine svinj, v katerega uvrščamo večino danes živečih vrst svinj, vključno z domačim prašičem, ki je sicer podvrsta divje svinje. Za predstavnike je značilno, da imajo popolno zobovje (druge vrste svinj imajo lahko reducirano število zob) in da nimajo žlez znojnic, zaradi česar se morajo v vročih dneh hladiti v vodi ali blatu. Sicer so podobno kot ostale svinje inteligentne, vsejede živali z rilcem in dolgimi sekalci, štirimi prsti na nogah ter enostavnim vrečastim želodcem.

## Vrste
V rod uvrščamo devet danes živečih opisanih vrst. Pritlikava divja svinja, ki so jo nekoč uvrščali vanj, po novejših spoznanjih sodi v samostojen rod Porcula.
- Sus ahoenobarbus Huet, 1888
- bradata divja svinja (Sus barbatus Müller, 1838)
- Sus bucculentus Heude, 1892
- Sus cebifrons Heude, 1888
- Sus celebensis Müller & Schlegel, 1843
- Sus oliveri Groves, 1997
- Sus philippensis Nehring, 1886
- divja svinja (Sus scrofa Linnaeus, 1758)
  - domači prašič (Sus scrofa domestica Linnaeus, 1758)
- javanska bradavičasta svinja (Sus verrucosus Müller, 1840)

V Sloveniji živi samo divja svinja, ki je tu splošno razširjena. Do udomačitve divje svinje je prišlo pred 7 do 8 tisoč leti; divja in domača podvrsta ohranjata sposobnost križanja in križanci niso redek pojav v okoljih, kjer živita obe. Kljub možnosti križanja sta po mnenju nekaterih ločeni vrsti (Sus ferus in Sus domesticus).